# Силл, Зак
Зак Силл (англ. Zach Sill; 24 мая 1988; Труро, Новая Шотландия, Канада) — канадский хоккеист, центрфорвард клуба НХЛ «Вашингтон Кэпиталз».

## Карьера игрока

### Ранние годы
В 2005 году Силл был задрафтован командой из Главной юниорской хоккейной лиги Квебека (QMJHL) «Монктон Уайлдкэтс», но сезон 2005-06 провел в команде из своего родного города «Труро Беаркэтс» в Морской молодежной хоккейной лиге (MJAHL).
Сезон 2006-07 он начал в команде Университета штата Мэн, но после шести игр вернулся в начале 2007 года в «Беаркэтс» и привел команду к Кубку Фреда Пэйджа и был назван самым ценным игроком серии плей-офф.
Со следующего сезона Зак начал выступать за «Монктон Уайлдкэтс» в QMJHL, забив 27 голов и сделав 23 результативных передач в течение двух сезонов. В 2009 году он, помимо прочих наград, получил приз «Лучшему оборонительному форварду» и со следующего сезона начал свою профессиональную карьеру в клубе НХЛ «Питтсбург Пингвинз».

### Профессиональная карьера
16 мая 2011 года «Пингвинз» объявили о подписании с канадцем контракта на два года. С 2009 по 2014 гг. Силл выступал за фарм-клубы «пингвинов» — «Уиллинг Нэйлерз» из ECHL и «Уилкс-Барре» из АХЛ.
Зак дебютировал в НХЛ 16 ноября 2013 года в игре против «Нью-Джерси Девилз».
В 2014 году «Пингвинз» продлили с игроком контракт на один год. Сумма сделки составила $ 550 тыс.
13 января 2015 года Силл заработал первое очко после 47 игр в НХЛ, отдав голевой пас Марцелю Гочу в матче против «Миннесота Уайлд», а 21 января забросил свою первую в НХЛ шайбу в ворота Кори Кроуфорда из «Чикаго Блэкхокс».
25 февраля 2015 г. Зак был обменян в «Торонто Мэйпл Лифс» на форварда Даниеля Уинника и на выборы в четвёртом раунде драфта-2015 и во втором раунде драфта-2016 году. Силл закончил регулярный сезон с «Мейпл Лифс», сыграв 21 матч и сделав одну передачу.
1 июля 2015 года форвард стал неограниченно свободным агентом и 15 июля подписал однолетний контракт с «Вашингтон Кэпиталз».
В январе 2016 года Департамент по безопасности игроков НХЛ объявил о двухматчевой дисквалификации Зака Силла за силовой прием против защитника «Бостон Брюинз» Адама Маккуэйда, который ударился головой о борт, после чего не смог продолжить игру. По условиям коллективного договора Силл был оштрафован на сумму $ 6183, которая была направлена в фонд помощи хоккеистам.